# Lukas Christen
Lukas Christen (* 1966) ist ein ehemaliger Schweizer Behindertensportler, der in Sempach wohnhaft ist.  
Mit 21 Jahren verlor Christen 1987 sein linkes Bein bei einem Motorradunfall. Parallel zum Wirtschaftsstudium stieg er in den Behindertensport ein, wo er als Leichtathlet in der Kategorie Oberschenkelamputierte aktiv war. Er trat in den Disziplinen 100, 200 Meter und Weitsprung sowie im Mehrkampf an. 2000 wurde Christen zum Schweizer Behindertensportler des Jahres gewählt.
2005 trat Lukas Christen vom Spitzensport zurück. Seither ist er als selbstständiger Unternehmensberater, Management-Trainer und Führungscoach tätig. 

## Sportliche Erfolge
- Sommer-Paralympics 1992: 2× Silber (100 m, 200 m)[4]
- WM 1994: 3× Gold (100 m, 200 m, Weitsprung)
- Sommer-Paralympics 1996: 3× Gold (100 m, 200 m, Weitsprung)[4]
- EM 1997: 3× Gold (100 m, 200 m, 400 m)
- WM 1998: 2× Gold (200 m, Weitsprung)[5]
- 1999: JWB im Weitsprung (5,40 m)
- Sommer-Paralympics 2000: 2× Gold (200 m, Weitsprung), 1× Silber (100 m)[4]
- 2003: WR 1000 m (4:04,84vmin), WR im Fünfkampf (3872 Punkte)